# برونو زومينو
برونو زومينو (28 أبريل 1923 − 21 يونيو 2014) هو عالم فيزياء نظرية وعضو هيئة تدريس في جامعة كاليفورنيا ببيركلي. حصل على درجة الدكتوراه في العلوم من جامعة روما عام 1945.
اشتهر بإثباته الصارم لنظرية تناظر الشحن والتكافؤ وانعكاس الوقت مع غيرهارت لودرز ‏. وريادته لمنهجية فعالة للاغرانجيان غير المتناظر، واكتشافه لنموذج ويس زومينو ‏ مع يوليوس فيس، أول نظرية الحقل الكمومي رباعي الأبعاد فائقة التناظر مع انحلال بوز فيرمي، وبادئ مجال القيود الإشعاعية فائقة التماثل، وهي صياغة موجزة للجاذبية الفائقة؛ ومن أجل فك شيفرة الانحرافات المهيكلة غير المتناظرة، التي دُونت في نموذج ويس-زومينو-ويتن ‏ لنظرية الحقل الامتثالي.

## الجوائز
- 1985 عضوية في الأكاديمية الوطنية للعلوم
- 1987 ميدالية ديراك من ICTP
- 1988 جائزة داني هينمان للفيزياء الرياضية
- 1989 ميدالية ماكس بلانك
- 1992 ميدالية فيجنر
- 1992 جائزة همبولت للأبحاث
- 1999 ميدالية جيان كارلو ويك الذهبية التذكارية
- 2005 جائزة إنريكو فيرمي للجمعية الفيزيائية الإيطالية  [لغات أخرى]‏

## روابط خارجية
- صفحة أعضاء هيئة التدريس في Zumino في بيركلي
- صفحة بحث Zumino في بيركلي
- مخطط السيرة الذاتية في وكالة الأنباء الجزائرية
- المنشورات العلمية لـ Bruno Zumino على INSPIRE-HEP